# Roger Pratt (fotografo)
Roger Pratt (Leicester, 27 febbraio 1947 – 31 dicembre 2024) è stato un direttore della fotografia britannico.

## Biografia
Lavorò in film di successo come Brazil (1985), Batman (1989), Frankenstein (1994), La carica dei 102 - Un nuovo colpo di coda (2000), Harry Potter e la camera dei segreti (2002), Troy (2004) e Harry Potter e il calice di fuoco (2005).
Nel 2000 ricevette la nomination all'Oscar per la miglior fotografia per il film Fine di una storia.

## Filmografia
- Il messaggero della morte (The Sender), regia di Roger Christian (1982)
- Monty Python - Il senso della vita (Monty Python's The Meaning of Life), regia di Terry Jones (1983)
- Brazil, regia di Terry Gilliam (1985)
- Mona Lisa, regia di Neil Jordan (1986)
- Belle speranze (High Hopes), regia di Mike Leigh (1988)
- Paris by Night, regia di David Hare (1988)
- Batman, regia di Tim Burton (1989)
- La leggenda del re pescatore (The Fisher King), regia di Terry Gilliam (1991)
- L'anno della cometa (Year of the Comet), regia di Peter Yates (1992)
- Viaggio in Inghilterra (Shadowlands), regia di Richard Attenborough (1993)
- Frankenstein di Mary Shelley (Mary Shelley's Frankenstein), regia di Kenneth Branagh (1994)
- L'esercito delle 12 scimmie (12 Monkeys), regia di Terry Gilliam (1995)
- Amare per sempre (In Love and War), regia di Richard Attenborough (1996)
- The Avengers - Agenti speciali (The Avengers), regia di Jeremiah Chechik (1998)
- Grey Owl - Gufo grigio (Grey Owl), regia di Richard Attenborough (1999)
- Fine di una storia (The End of the Affair), regia di Neil Jordan (1999)
- La carica dei 102 - Un nuovo colpo di coda (102 Dalmatians), regia di Kevin Lima (2000)
- Chocolat, regia di Lasse Hallström (2000)
- Not I, regia di Neil Jordan - cortometraggio (2000)
- Iris - Un amore vero (Iris), regia di Richard Eyre (2001)
- Harry Potter e la camera dei segreti (Harry Potter and the Chamber of Secrets), regia di Chris Columbus (2002)
- Troy, regia di Wolfgang Petersen (2004)
- Harry Potter e il calice di fuoco (Harry Potter and the Goblet of Fire), regia di Mike Newell (2005)
- Closing the Ring, regia di Richard Attenborough (2007)
- Inkheart - La leggenda di cuore d'inchiostro (Inkheart), regia di Iain Softley (2008)
- Dorian Gray, regia di Oliver Parker (2009)
- The Karate Kid - La leggenda continua (The Karate Kid), regia di Harald Zwart (2010)